# イノセントワールド
『イノセントワールド』は、1998年の日本映画。1998年10月3日日本公開。
桜井亜美のベストセラー小説『イノセント ワールド』を映画化した作品。主演は安藤政信と竹内結子。竹内にとっては映画初主演であった。安藤は知的障害者役を演じた。ロケは主に1997年夏に青森県の竜飛岬で行われた。

## あらすじ
体外受精で生まれた女子高生・アミ（竹内）は精子ドナーNo.307を探すため、知的障害者の兄・タクヤ（安藤）と旅に出る。辿り着いたのは医者の高森（豊原功輔）と彼の妻で看護婦の啓子（伊藤かずえ）が営む、北の果て龍飛岬の診療所。そこで4人の奇妙な共同生活が始まり…。

## キャスト
- タクヤ - 安藤政信
- アミ - 竹内結子
- ミズキ - 木村剛
- 山崎一
- 未希
- 宮台真司
- 高木均
- 范文雀
- 長谷川初範
- 啓子 - 伊藤かずえ
- 高森 - 豊原功輔

## スタッフ
- 監督：下山天
- 原作：桜井亜美
- 脚本：小川智子
- フォトグラファー：蜷川実花
- 音楽：土井宏紀
- 主題歌：竹内結子「ただ風は吹くから」（作詞：水野幸代Yukiyo Mizuno、作曲：日向敏文、ポニーキャニオン、1998年）
- プロデューサー：室希太郎・公野勉
- 製作：フジテレビ・ポニーキャニオン・東北新社
- 配給：東北新社・ゼアリズ